# هيرمان توميراس
هيرمان توميراس (ولد في 2 أبريل 1997 هو عارض أزياء وراقص وممثل نرويجي. اشتهر في خريف عام 2015 بعد أن أدى الدور الرئيسي في المسلسل الشبابي «سكام» (عار) بشخصية كريستوفر شيستاد الشاب اللعوب على قناة أن أر كا. وهو ما جعله الممثل الأكثر شعبية في النرويج ب1.7 مليون متابع على حسابه الخاص في انستغرام في ديسمبر 2017.

## الأعمال

### المسلسلات
- 2020: Ragnarok
- 2018 : Null (TV-serie)
- 2015 – 2017 : عار (مسلسل نرويجي) : كريستوفر شيستاد
- 2011 : Stick